# 古川尚彦
古川 尚彦（ふるかわ なおひこ、1896年 <明治29年> 7月21日 - 1974年 <昭和49年> 9月15日）は、日本の経営者。栃木県出身。位階は従四位。

## 経歴・人物
1923年に東京帝国大学経済学部を卒業し、三菱銀行に入行した。
取締役、常務を経て、1956年11月に三菱レイヨン副社長に就任し、1959年11月には社長に昇格。1967年5月から同年11月までに会長を務めた。
1967年11月に勲三等旭日中綬章を受章。
1974年9月15日老衰により死去。78歳没。死没日付をもって従四位に叙された。